# Aesop Rock

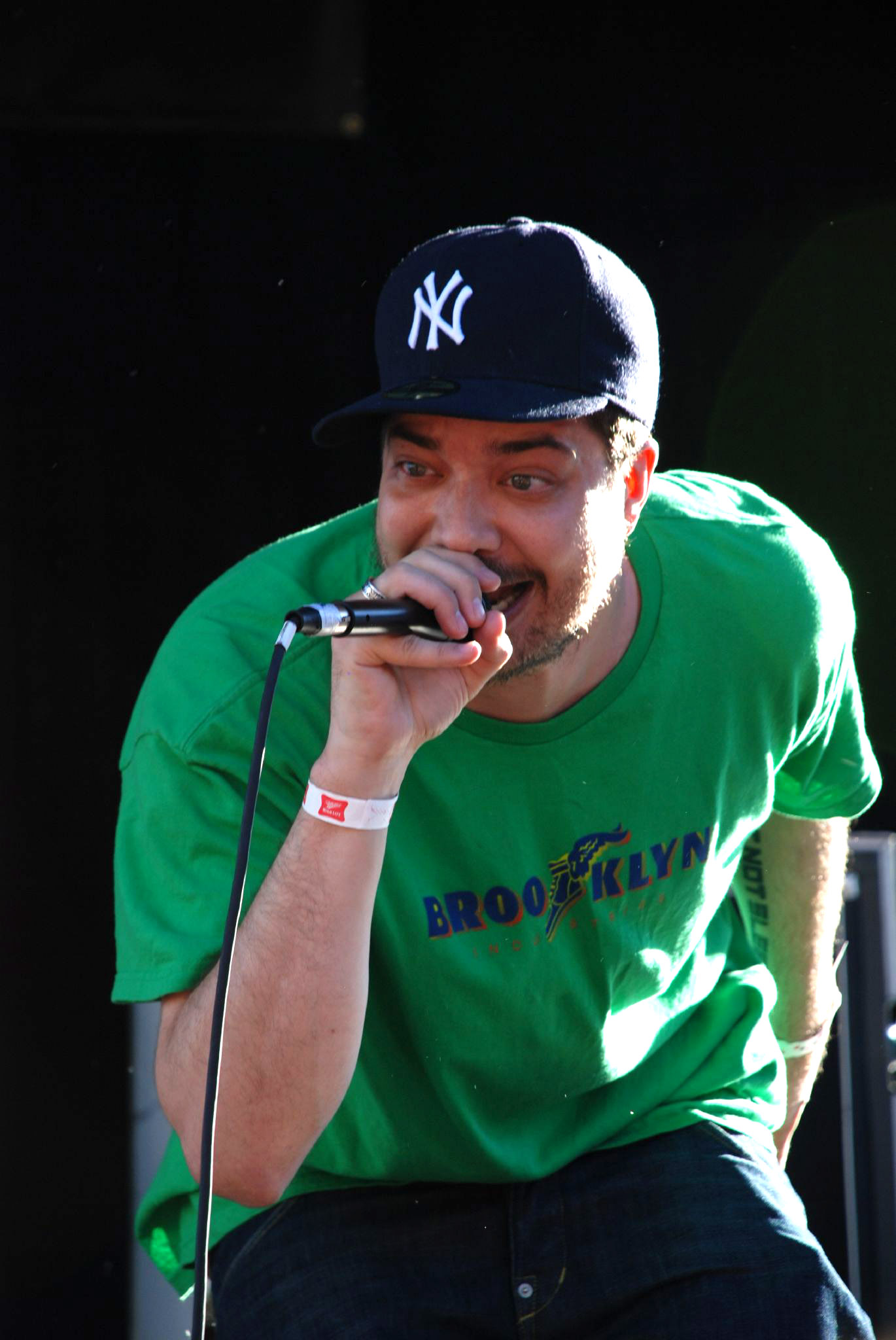
Aesop Rock

Aesop Rock (född Ian Matthias Bavitz, 5 juni 1976) på Long Island, är en hiphop-musiker (rappare och musikproducent). Aesops stil blandar en varierande ton med lyrik som innehåller komplicerade sekvenser av brett varierande bildlighet, metaforer, absurdism och popkulturella referenser, medan de traditionella hiphop-elementen som historieberättande och självupphöjande fortfarande finns kvar.
Han spelar även gitarr, bas och keyboard. Han är även medlem i grupperna The Weathermen, Hail Mary Mallon (tillsammans med Rob Sonic & DJ Big Wiz), The Uncluded (tillsammans med Kimya Dawson) och Two of Every Animal (tillsammans med Cage).

## Diskografi
Studioalbum
- Music for Earthworms (1997)
- Float (2000)
- Labor Days (2001)
- Bazooka Tooth (2003)
- None Shall Pass (2007)
- Skelethon (2012)
- The Impossible Kid (2016)

Samarbetsalbum
- Are You Gonna Eat That? (2011) (med Rob Sonic och DJ Big Wiz, som Hail Mary Mallon)
- Hokey Fright (2013) (med Kimya Dawson, som The Uncluded)
- Bestiary (2014) (med Rob Sonic och DJ Big Wiz, som Hail Mary Mallon)
- Malibu Ken (2019) (med Tobacco)

EP
- Appleseed (1999)
- Daylight (2002)
- Fast Cars, Danger, Fire and Knives (2005)
- All Day: Nike+ Original Run (2007)
- Lice (2015) (med Homeboy Sandman)
- Cat Food (2015)

Singlar
- Coma (2001)
- Boombox (2001)
- Daylight (2001)
- Limelighters (2003)
- Freeze (2003)
- Easy (2003)
- All in All (2004)
- Fishtales (2006)
- None Shall Pass (2007)
- Coffee (2007)
- Zero Dark Thirty (2012)
- ZZZ Top (2012)
- Cycles to Gehenna (2012)
- Rings (2016)
- Blood Sandwich (2016)

Samlingsalbum
- Build Your Own Bazooka Tooth (2003)
- B-Sides & Rarities Vol. 1: 1999-2003 (2005)
- B-Sides & Rarities Vol. 2: 2003-2006 (2006)
- B-Sides & Rarities Vol. 3: 2006-2009 (2009)